# سارقان زمان
سارقان زمان (انگلیسی: Time Bandits) فیلمی در ژانر علمی–تخیلی، فانتزی، ماجراجویی و کمدی به کارگردانی تری گیلیام است که در سال ۱۹۸۱ منتشر شد.

## خلاصه فیلم
پسری جوان به‌طور اتفاقی به گروهی که به دنبال دزدیدن گنجینه‌های مختلف در زمان سفر می‌کنند می‌پیوندد…